# CUS Lecce
Il Centro Universitario Sportivo dell'Università del Salento (conosciuto come CUS Lecce) è il gruppo sportivo che fa capo all'ateneo di Lecce, in Puglia.
Il CUS Lecce prende parte ai campionati federali di arrampicata sportiva, atletica leggera, ciclismo, hockey su prato, rugby, tennis e vela.
Inoltre, in occasione dei Campionati Nazionali Universitari, la polisportiva si presenta con squadre di beach volley, calcio, calcio a 5, pallacanestro, pallavolo e rugby a 7 e atleti che partecipano individualmente ad arrampicata sportiva, atletica leggera, canoa/kayak, canottaggio, judo, karate, pugilato, scherma, sci alpino, sci di fondo, snowboard, taekwondo, tennis, tennistavolo, tiro a segno, tiro a volo e vela.